# Manguissa (langue)
Pour les articles homonymes, voir Manguissa.
Le manguissa (ou mangisa, mengisa, mengisa-njowe, njowe, njowi) est une langue bantoïde méridionale parlée au Cameroun, dans la région du Centre, le département de la Lekié et l'arrondissement de Sa'a.
En 1979 on recensait environ 20 000 locuteurs, mais ce nombre décroît, et la langue est considérée comme menacée (statut 6b).
C'est l'une des langues des Manguissa, l'autre – très différente – étant le leti.